# Limosina vittata
Limosina vittata är en tvåvingeart som först beskrevs av Richards 1966.  Limosina vittata ingår i släktet Limosina och familjen hoppflugor.
Artens utbredningsområde är Kongo. Inga underarter finns listade i Catalogue of Life.